# Princesse Louise
‘Princesse Louise’ est un cultivar de rosier grimpant obtenu en 1829 par le rosiériste français Jacques, jardinier de la famille d'Orléans à Neuilly, et distribué par Lévêque. Il est dédié à la princesse Louise d'Orléans (1812-1850), fille de Louis-Philippe et future reine des Belges. Ce rosier ancien est toujours fort apprécié par les amateurs de roses romantiques.

## Description
Il s'agit d'un hybride de Rosa sempervirens pouvant atteindre de 6 à 8 mètres de hauteur. Ses roses moyennes et doubles (17-25 pétales) en forme de coupe fleurissent généreusement en énormes bouquets sur de longs rameaux flexibles, donnant l'impression d'un immense nuage. Elles sont d'un blanc parfois légèrement nuancé de rose au revers. Les boutons sont rouges. La floraison n'est pas remontante.
Son feuillage vert foncé luisant est à cinq folioles ovales.
On peut admirer ce beau rosier incomparable dans de nombreuses roseraies du monde. Il a besoin d'être protégé en climat froid. Il est très résistant aux maladies du rosier et supporte très bien l'ombre. Idéal pour clôtures, pergolas et murs (même au nord en climat doux).